# Monica Gubser
Monica Gubser (* 17. Januar 1931 in Zürich; † 27. Februar 2019 in Solothurn) war eine Schweizer Bühnen- und Filmschauspielerin.

## Leben
Auf die Schauspielschule in Zürich folgten für Gubser Engagements am Schauspielhaus Zürich (noch als Elevin), dem Stadttheater Basel und am Theater Biel-Solothurn. Sie war zuletzt freiberufliche Schauspielerin und auf verschiedenen Bühnen, vornehmlich in Zürich, anzutreffen. Neben einer Hauptrolle im Kinofilm Die Herbstzeitlosen spielte sie auch Rollen in Lüthi und Blanc, Eurocops und anderen Filmproduktionen.
Ihre grössten Theaterrollen waren in ihrer Zeit in Biel-Solothurn die Antigone und die Hermia aus dem Sommernachtstraum. Von 1955 bis 1985 führte sie gemeinsam mit ihrem Mann ein Restaurant in Solothurn. In dieser Zeit pausierte sie mit der Schauspielerei, schloss sich dann aber wieder dem Ensemble des Städtebundtheaters Biel-Solothurn an. Ab 1990 gehörte sie auch der Zürcher Märchenbühne und seit 1994 dem Sommertheater Winterthur an.
Zuletzt lebte Gubser in Zuchwil bei Solothurn. Sie war verwitwet und Mutter dreier Söhne.

## Filmografie (Auswahl)
- 2002: Lüthi und Blanc (TV-Serie)
- 2005: Lago Mio
- 2006: Die Herbstzeitlosen
- 2012: Der Teufel von Mailand (TV-Film)
- 2013: Recycling Lilly
- 2014: Der Bestatter (1 Folge)
- 2015: Heidi
- 2015: Usfahrt Oerlike
- 2017: Die letzte Pointe (SRF)